# 야스노촌 (후쿠오카현)
야스노촌(安野村)은 후쿠오카현 아사쿠라군에 있던 촌이다. 현재의 지쿠젠정의 일부에 해당한다.

## 역사
- 1889년 4월 1일 - 정촌제 시행에 의해 야스군 야스노촌이 성립하였다.
- 1896년 4월 1일 - 아사쿠라군이 되었다.
- 1908년 3월 20일 - 미네촌, 나카쓰야촌과 합병해 야스촌이 신설하여 폐지되었다.

## 참고문헌
- 角川日本地名大辞典 40 福岡県
- 『市町村名変遷辞典』東京堂出版、1990年。